# Windows Metafile
wmf (ang. Windows Metafile Format, format metaplików Windows) – format plików graficznych stosowany w systemach Windows, zawierający instrukcje dla systemu operacyjnego jak wyświetlać grafikę wektorową i rastrową. Pliki WMF (rozszerzenie .wmf) mają mniejszy rozmiar niż zawierające te same informacje bitmapy.